# Antoine Agoudjian
Antoine Agoudjian (* 6. února 1961, Saint-Maur-des-Fossés) je francouzský fotograf arménského původu. V roce 2021 obdržel humanitární vízum ICRC za fotografickou zprávu o humanitárních důsledcích konfliktu v Náhorním Karabachu.

## Kariéra
Antoine Agoudjian se narodil v roce 1961 francouzským rodičům arménského původu. Je vnukem přeživších arménské genocidy z roku 1915. Vyrostl v Alfortville, „malé galské vesnici v arménském stylu“ kde jsou potomci dětí genocidy stále velmi přítomní a aktivní.
Během pobytu ve Spojených státech v roce 1986 si oblíbil fotografii a pracoval ve fotografické laboratoři.
V roce 1988 po zemětřesení v Arménii 7. prosince 1988 odešel na dva roky s nevládní organizací jako logista a tlumočník. Pořizoval své první snímky, když to jeho humanitární práce umožňuje. Po návratu do Francie vydal svou první knihu u vydavatele Éditions Parenthèses : Le Feu sous la Glace, předmluvu napsal spisovatel Alberto Moravia.
V roce 1991 začal fotografovat chudobu a kontaktoval Restos du Cœur, aby dokončil svou práci. Současně pracoval v profesionální fotografické laboratoři Pictorial Service v Paříži, kde se stal odborníkem na vyvolávání filmu a černobílé stříbrné tisky. Potkal Roberta Doisneaua, který mu pomohl sestavit novou knihu vydanou v edicích Calmann-Lévy. : Portréty Restos du cœur s předmluvou spisovatele Frédérica Darda. Do Agentury Rapho nastoupil pod vedením Roberta Doisneaua.
V roce 1996 ho vydavatel Parenthèses pověřil fotografickou dokumentací Istanbulu, která vyústila ve vydání knihy Istanbul peut-être, s předmluvou spisovatelky Michéy Jacobi. Actes Sud publikoval v roce 1998 desetiletou zprávu o Kavkaze : Rêves Fragiles, uvedenou novinářem Gérardem Guéguanem.
Antoine Agoudjian se od roku 1999 věnoval svému pilotnímu projektu, počínaje starým Jeruzalémem, poté pokračoval v Libanonu, Sýrii, Turecku, Iráku, Íránu, Gruzii, Náhorním Karabachu a Arménii. Robert Delpire publikoval své snímky ve své sbírce Photo Poche v roce 2006, Les yeux brûlants, s předmluvou kanadského režiséra Atoma Egoyana.
V roce 2011 byl prvním fotografem od arménské genocidy v roce 1915, který vystavoval v důležité galerii na toto téma arménské paměti v Istanbulu. Vysoce propagovaná výstava, kterou zorganizoval a podpořil mecenáš Osman Kavala, který byl v roce 2017 uvězněn. V roce 2015 publikoval Flammarion ve svém oddělení výtvarných knih dílo Le Cri du Silence , které uvedl herec a dramatik Simon Abkarian. Umělec vystavoval ke stému výročí genocidy v tureckém Diyarbakiru , pozván magistrátem spravovaným kurdskými starosty Gultanem Kisanakem a Firatem Anlim, oba byli uvězněni v roce 2015.
V roce 2017 v Mosulu po dobu jednoho měsíce doprovázel irácké vojáky na frontové linii proti bojovníkům Daeš. Jeho zpráva, kterou vydal Le Figaro Magazine, získala ocenění na festivalu v Bayeux. V roce 2019 působil v Baghouzu, „vesnici, kde se stáhli poslední džihádisté kalifátu Daesh, kde podle všeho prožívali poslední hodiny.“
Antoine Agoudjian se stal vítězem 11. ročníku Mezinárodního výboru Červeného kříže humanitární Visa d'Or v roce 2021 se svojí fotoreportáží o humanitárních následcích konfliktu v Náhorním Karabachu.

## Publikace
- Antoine Agoudjian (préf. Alberto Moravia), Le Feu sous la glace : Arménie 1989–1990 photographies, Parenthèses Éditions, coll. Photographies, 1990, 123 s. (ISBN 978-2-86364-067-8)
- Antoine Agoudjian (préf. Frédéric Dard), Portraits des Restos du cœur, Paris, Calmann-Lévy, coll. « Portrait de la France », 1992 (ISBN 978-2-7021-2154-2)
- Antoine Agoudjian (préf. Michéa Jacobi), Istanbul peut-être, Marseille, Éditions Parenthèses, coll. « Photographies », 1996, 65 s. (ISBN 978-2-86364-096-8, notice BnF no FRBNF37090389)
- Antoine Agoudjian, Gérard Guéguan (préf. Christian Caujolle, postface Charles Aznavour), Rêves fragiles, Arles, Actes Sud, coll. « Photographie », 1999, 80 s. (ISBN 978-2-7427-2211-2)
- Antoine Agoudjian (préf. Atom Egoyan), Les yeux brûlants : Mémoire des Arméniens, Arles, Actes Sud, coll. « Photo poche société », 2006, 130 p. (ISBN 978-2-7427-6133-3)
- Antoine Agoudjian (préf. Simon Abkarian), Le cri du silence : Traces d'une mémoire arménienne, Paris, Flammarion, coll. « Photographies », 2015, 159 s. (ISBN 978-2-08-130330-0, notice BnF no FRBNF44296091)

## Ceny a ocenění
- 2017: Prix du public Bayeux Calvados-Normandie des correspondants de guerre (cena Bayeux Calvados-Normandie pro válečné korespondenty) za « La conquête de Mossoul ouest » (Dobytí západního Mosulu), vyd. Le Figaro Magazine.[9]
- 2021: 11. Visa d’Or humanitaire du CICR za fotografickou reportáž humanitárních dopadů konfliktu v Náhorním Karabachu.[10][11]

## Arménie, 1989–1990
Sbírka Francouzské národní knihovny.